# أدريان كوبر
أدريان كوبر (بالإنجليزية: Adrian Cooper)‏ هو لاعب كرة قدم أمريكية أمريكي، ولد في 27 أبريل 1968 في دنفر في الولايات المتحدة.

## وصلات خارجية
- أدريان كوبر على موقع مرجع كرة القدم المحترفة.كوم (الإنجليزية)